# 重庆市LGBT文化
重慶是中國經濟非常活躍的城市之一，也擁有一個龐大的性少數群體，作為中國西部唯一的直轄市，重慶獲得了中國政府大量的投資和政策優待，市政府為了提振經濟也鼓勵允許大量民營經濟的發展，市民間的消費主義催生了重慶眾多的娛樂場所，也吸引了許多不同的次文化和生活方式的人聚集到此，為LGBT人群提供了更多結識志同道合的朋友和伴侶的機會。重慶擁有大量女同性戀和男同性戀的同志酒吧和俱樂部，與其他一些人口較多的城市相比，重慶自我認同性少數且出櫃的比例也更高，LGBT群體在這些場所進行社交活動並保持社區的團結。一些90後以及00後會形容重慶為中國的「Gay都」。

## 背景
在中國，傳統文化的價值觀包含傳宗接代的期望，長輩會期望晚輩在20到30多歲時承載長輩的期望結婚和生育。
隨著中國新一代年輕人的思想更加開明，中國社會正在慢慢地逐漸接受LGBT群體的存在以及尊重性少數群體的權益。